# 구레하시촌
구레하시촌(榑橋村)은 사이타마현 니쿠라군에 설치되었던 촌이다. 현재의 도쿄도 네리마구 북서부에 해당한다.